# Lucigadus microlepis
Lucigadus microlepis es una especie de pez de la familia Macrouridae en el orden de los Gadiformes.

## Morfología
• Los machos pueden llegar alcanzar los 16 cm de longitud total.

## Hábitat
Es un pez de aguas profundas que vive entre 204-600 m de profundidad.

## Distribución geográfica
Se encuentra en Fiyi, Wallis y Futuna, Nueva Caledonia y el Mar de Arafura.